# Амфилохије Глушицки
Амфилохије Глушицки († 25. октобра 1452) - монах, светитељ Руске Православне црква, сарадник светог Дионисија Глушицког.

## Биографија
Главни извор података о Амфилохију Глушичком је „Запис о Спасо-Каменском манастиру“, који је саставио Пајсије Јарославов око 1481. године, и житије Дионисија Глушичког, које је написао ђакон Иринарх, монах Глушичког Покровског манастира 1495. године. Нејасно је да ли је Анфилохије учествовао у састављању Дионисијевог житија. Иринарх Глушицки истиче да сам „учио од својих отаца... Анфилохија, и мог пријатеља Макарија, и Михаила, који је видео светитеља, познат је”и да „из прича... чуо сам од неких, чак и његових рекли су им ученици“.
Познато је да је Анфилохије, који је већ био јеромонах, дошао из Великог Устјуга код Дионисија Глушицког у Покровски манастир који је овај основао и затражио благослов да постане искушеник манастира.
Након тога, Анфилохије је постао Дионисијев најближи ученик и пријатељ, и заједно су основали манастир претече Глушицки Сосновиет. Године 1437, на самрти, монах Дионисије је поверио Анфилохију „старешинство“ Предтеченског и Покровског манастира. Међутим, да ли је Анфилохије постао игуман, не зна се поуздано; житије каже да је монах Макарије постао игуман „великог манастира“, односно Покровског манастира, а према Дионисијевом завету, један игуман је био да стати над оба манастира.
Амфилохије Глушицки је сахрањен у цркви манастира Сосновец поред монаха Дионисија.

## Иконографија
По предању, Амфилохије Глушицки је приказан у пуној монашкој одежди и чизмама, са благословном десном руком и свитком у левој. На иконама, обично заједно са Дионисијем Глушицким и споља упоређеним са њим: „На лику Дионисија Глушицког, седа брада као Василије Кесаријски, лећа вохра“; назначено је да је светитељ „у лику човека који седи на врху, попут светог Василија Великог, много нижег, часне хаљине, испод бунде, са свитком у руци“.